# Regno di Dahomey
Il Regno di Dahomey fu un regno africano nell'attuale Benin, che perdurò dal 1600 circa al 1904.
Il Dahomey si estendeva sull'altopiano di Abomey e divenne una potenza regionale nel XVIII secolo, conquistando le città chiave sulla costa atlantica. Per gran parte dei secoli XVIII e XIX, il regno di Dahomey divenne uno dei punti fondamentali per la tratta atlantica degli schiavi, rifornendo gli europei di quasi il 20% di tutti gli schiavi portati nelle Americhe. Il regno di Dahomey seppe intrattenere anche un'importantissima economia con gli europei, un'amministrazione centralizzata, un sistema di tassazione ed un esercito organizzati. Notevoli furono anche i prodotti artistici del regno, nonché le unità militari composte da donne note come Amazzoni di Dahomey, e le elaborate pratiche religiose voodoo con grandi festività annuali.
Nel 1894 il regno venne colonizzato dalla Francia e integrato come parte dell'Africa Occidentale Francese nel territorio del Dahomey francese (che includeva anche l'area di Porto-Novo). Il governo francese perdurò sino al 1960, data dopo la quale il paese ottenne l'indipendenza come Repubblica del Dahomey, che dal 1975 prese il nome di Benin.

## Etimologia
Il regno di Dahomey ebbe nella sua storia diversi nomi tra cui Danxome, Danhome e Fon. Il nome Fon deriva dal gruppo etnico e linguistico di maggior rilievo dell'area, il popolo Fon appunto. I nomi di Dahomey, Danxome e Danhome hanno tutti la medesima origine storica, sebbene lo storico Edna Bay la definisca una falsa etimologia. La storia racconta che Dakodonu, considerato il secondo re dello stato, ottenne il permesso dai capi Gedevi, i governanti locali, di insediarsi nell'altopiano di Abomey. Dakodonu richiese inoltre le terre del capo Dan (o Da), richiesta a cui il capo rispose sarcastico: "Devo anche aprirti la mia pancia e consentire che tu vi costruisca una casa all'interno?" Per questo insulto, Dakodonu uccise Dan ed iniziò sul posto la costruzione del suo palazzo. Il nome del regno derivò dunque da questo incidente: Dan=capo Dan, xo=pancia, me=dentro di.

## Storia
Il regno di Dahomey venne fondato attorno al 1600 dal popolo Fon che si era recentemente insediato nell'area (forse per via di un matrimonio). Il re fondatore di Dahomey fu Houegbadja (c.1645-1685) che fece inoltre costruire i Palazzi reali di Abomey ed iniziò a razziare e ad estendere il proprio potere nell'area della sua capitale.

### Governo di Agaja (1708-1740)
Re Agaja, nipote di Houegbadja, salì al trono del Dahomey nel 1708 ed iniziò una significativa espansione del proprio dominio. Nel 1724, Agaja conquistò Allada e nel 1727 conquistò il Whydah. Questi fatti accrebbero l'estensione del regno, in particolare lungo la costa atlantica, ed incrementarono l'influenza del Dahomey sino a renderlo una potenza regionale. Il risultato fu un conflitto latente ma costante col principale stato della regione, l'Impero Oyo, dal 1728 al 1740. La guerra con l'impero Oyo portò il Dahomey a divenirne stato tributario.

### Potenza regionale (1740-1880)
Il regno di Dahomey divenne la maggiore potenza africana nella tratta degli schiavi nell'Atlantico, giungendo a procurarsi schiavi nelle aree limitrofe. Gli Oyo spesso fecero pressione sul regno di Dahomey affinché diminuisse la loro tratta, in gran parte per proteggere il commercio degli Oyo. Nel 1818, re Adandozan (1797-1818) venne rimpiazzato da suo fratello Ghezo (1818-1858) e lo schiavista brasiliano Francisco Félix de Sousa lo appoggiò in questo per incrementare la tratta fondamentale per la sopravvivenza dell'economia brasiliana. Sotto il regno di Ghezo l'impero raggiunse il suo apice, in particolare in seguito alla sconfitta degli Oyo ad opera di Ghezo nel 1823, che pose fine allo status di stato tributario per il regno di Dahomey, portando inoltre ad un'ulteriore espansione del commercio di schiavi.

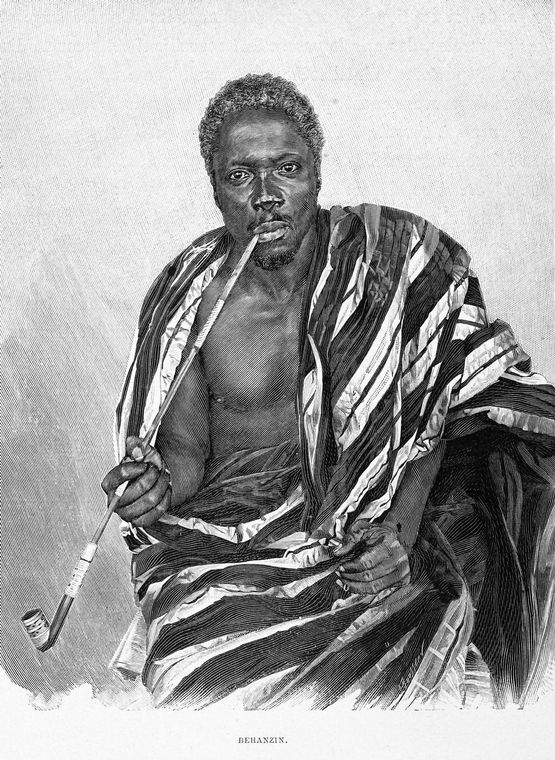
Re Behanzin nel 1895, poco dopo la sua deposizione

Ad ogni modo, da metà Ottocento, notevoli furono i cambiamenti col sorgere del potere di Abeokuta (una città che dedicò ogni suo sforzo a proteggere la popolazione dalla schiavitù e dai raids di Dahomey) nella regione e l'imposizione del blocco navale ad opera degli inglesi nel 1851 e nel 1852, posero praticamente fine alla tratta degli schiavi. Ghezo venne costretto a fermare i propri raids finalizzati alla cattura di schiavi ed il commercio di schiavi venne molto ridimensionato. Tentativi di riprendere questa pratica si ebbero ancora negli anni '50 e '60 ma con scarsi risultati.. Il re Ghezo ebbe anche rapporti diplomatici con la regina Vittoria, che adottò come figlioccia la giovane Sara Bonetta Forbes, ragazza nera donatale da Ghezo come regalo diplomatico.

### Colonialismo francese
L'area costiera iniziò a essere controllata dai francesi nella seconda metà dell'Ottocento sino all'occupazione del porto di Cotonou che dal 1878 divenne il primo protettorato francese nell'area del Dahomey, raggiungendo poi i capi di Porto-Novo, rivali di Dahomey, passandolo a protettorato nel 1883. Quando il re Béhanzin (1889-1894) prese personalmente il trono iniziò a razziare i protettorati francesi e rinunciò all'accordo sottoscritto dal suo predecessore per il porto di Cotonou. I francesi risposero con le guerre franco-dahomeane dal 1890 al 1894 che portarono la Francia a conquistare l'intero regno ed a nominare Agoli-agbo quale nuovo re. Quando Agoli-agbo fece resistenza ai tentativi di tassazione francesi, la Francia disciolse il regno ed inviò Agoli-agbo in esilio.
I francesi impostarono nel Dahomey una nuova struttura amministrativa basata su una suddivisione in cantoni governati da capi locali. Agoli-agbo ottenne di fare rientro in patria solo per questioni cerimoniali nel 1910. La colonia francese includeva ora non solo il regno ma anche Porto-Novo ed una vasta area a nord, che prese il nome di Colonia del Dahomey che perdurò sino al 1960 quando venne fondata la Repubblica di Dahomey. Il nome di Dahomey rimase sino al 1975 quando il nome del paese venne cambiato nell'attuale Benin.

## Elenco dei re
- Do-Aklin (Ganyihessou) (1600 circa - 1620)
- Dakodonou (1620 - 1645)
- Houégbadja (1645 - 1680)
- Akaba (1680 circa - 1708)
- Agaja (1708 - 1740)
- Tegbesu (1740 - 1774)
- Kpengla (1774 - 1789)
- Agonglo (1790 - 1797)
- Adandozan (1797 - 1818)
- Ghezo (1818 - 1858)
- Glele (1858 - 1889)
- Behanzin (1889 - 1894)
- Agoli-agbo (1894 - 1900)

## Politica nel regno
I primi scritti, soprattutto redatti da schiavisti europei, presentano spesso il regno come una monarchia assoluta guidata da un re dispotico. Ad ogni modo, queste raffigurazioni spesso furono il frutto di esagerazioni per abbassare il livello di credibilità delle popolazioni africane locali rispetto al potere coloniale, soprattutto del Regno Unito. Recenti opere storiografiche hanno enfatizzato d'altro canto i limiti del potere monarchico del Dahomey. Lo storico John Yoder, ponendo attenzione al Gran Consiglio del regno, intuì che le sue attività non "implicavano che il governo del Dahomey fosse democratico né che la sua politica si avvicinasse a quella di altre monarchie europee del XIX secolo. Ad ogni modo è evidente che le decisioni di governo venivano prese secondo principi di coscienza e seguendo le pressioni della politica interna, senza che ogni decisione venisse interpretata come uno specifico fiat del sovrano." Le primarie divisioni politiche si incentravano attorno ai villaggi coi capi e gli incarichi amministrativi nominati dal re come rappresentanti della monarchia nelle varie aree del regno.

### La figura del re

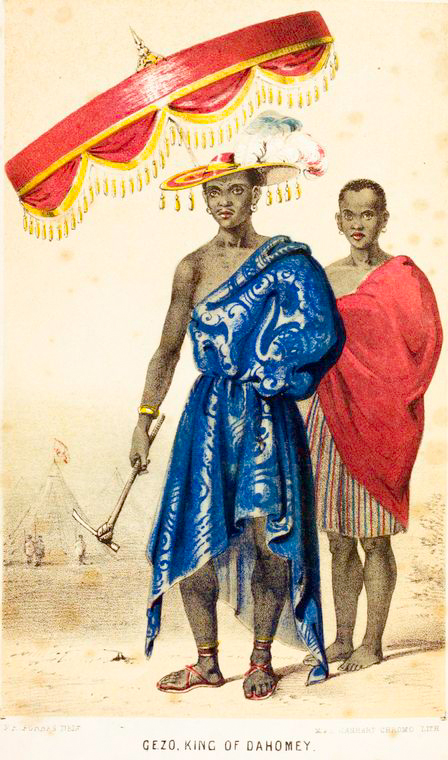
Re Ghezo nel tipico costume regale "europeggiante"

I Re di Dahomey (Ahosu in lingua Fon) era il sovrano del regno. Tutti i re dissero di essere membri della dinastia degli Alladaxonou, discendenti a loro volta dalla famiglia reale di Allada. Gran parte delle regole di successione e delle strutture amministrative vennero create da Houegbadja, Akaba e Agaja. La successione avveniva di norma attraverso il maschio primogenito. Il Gran Consiglio raccoglieva in sé i più grandi ed importanti dignitari del regno, includendo uomini e donne di tutto il regno. Al termine di ogni discussione il re doveva dare il proprio consenso a quanto deliberato dall'organo.

### La corte reale
Tra le posizioni chiave della corte reale vi erano il migan, il mehu, lo yovogan, la kpojito (o regina madre) ed il chacha (o viceré) di Whydah. Il migan (combinazione di mi-nostro e gan-capo) era il primo console del re nonché suo principale consigliere giudiziario nonché capo degli esecutori. Il mehu era l'ufficiale di corte preposto alla gestione dei palazzi e della famiglia reale, avendo competenze in materia economica, e politica nelle aree a sud di Allada (il che lo rese in costante contatto con gli europei). Con l'incrementarsi dei contatti con gli europei, Agaja creò la posizione dello yovogan ("direttore delle persone bianche" in Fon) incaricato di intrattenere relazioni appunto con gli europei. La kpojito (o "regina madre") era un'importante posizione che aveva compiti religiosi, che era presente nel consiglio del re e che in alcuni casi poteva parlare al popolo in nome del re. L'ultima posizione amministrativa era quella del chacha (o viceré) che operava nella gestione del commercio degli schiavi nella città portuale di Whydah. Il primo chacha venne creato da Ghezo e fu proprio lo schiavista brasiliano Francisco Félix de Sousa (i cui discendenti mantennero la posizione ereditariamente anche dopo la sua morte).

### Relazioni con altri stati
Le relazioni tra il Dahomey e gli altri paesi erano complesse e furono impattate essenzialmente dal commercio di schiavi. L'Impero Oyo regolarmente fu in guerra col regno di Dahomey e lo stesso Dahomey divenne stato tributario dell'Oyo dal 1732 al 1823. La città-stato di Porto-Novo, sotto la protezione degli Oyo, ed il Dahomey ebbero una certa conflittualità per il controllo della costa e delle tratte di schiavi. Il sorgere della potenza di Abeokuta negli anni '40 dell'Ottocento creò una nuova potenza rivale per il Dahomey, creando un paradiso per gli schiavi dove non esisteva la schiavitù. Il commercio degli schiavi con gli europei ebbe inizio nel XVII secolo con i primi contatti con l'Impero portoghese, l'Impero olandese e l'Impero inglese. Dall'Ottocento il commercio schiavistico si era ormai ridotto ai soli inglesi, i quali ridussero sempre più il commercio per questioni umanitarie, giungendo a metà secolo ad imporre un blocco navale al Dahomey.. Il re Ghezo ebbe rapporti diplomatici con la regina Vittoria, alla quale diede come dono una ragazza schiava di alto rango. Con il nome di Sara Bonetta Forbes sarà adottata come figlioccia dalla regina.

## Esercito
L'esercito del regno di Dahomey era diviso in due unità: l'una controllata dal migan e l'altra controllata dal mehu. Almeno dal tempo di Agaja, il regno aveva sviluppato un esercito stabile che rimaneva accampato dovunque si trovasse il re. Nel momento di ingaggiare la battaglia, il re prendeva sempre una posizione di secondo in comando, adducendo la ragione che se vi fosse stato un qualche spirito intenzionato a punire il comandante per una decisione presa, questi non fosse il sovrano. A differenza di altre potenze regionali, l'esercito del Dahomey non aveva una grande cavalleria (come ad esempio nell'impero Oyo) né una potenza navale rilevante. Le Amazzoni del Dahomey erano delle donne soldato impiegate in questo esercito, e rappresentano ancora oggi un aspetto unico della militaria del regno.

### Le Amazzoni del Dahomey

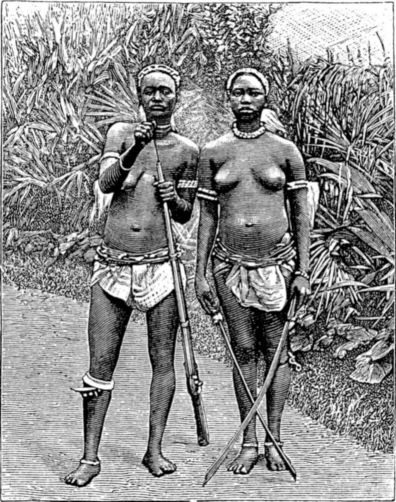
Due amazzoni del Dahomey

Un ulteriore tratto caratteristico del Dahomey era il suo uso delle donne in guerra. Il corpo delle Amazzoni del Dahomey venne costituito nel 1729 e da subito le donne impiegate in questo campo si costituirono in corpo permanente. Il re Ghezo diede grande impulso a questo corpo, richiedendo che ogni famiglia desse almeno una figlia al servizio dello stato. L'esploratore Richard Francis Burton ci ha lasciato dei commenti sulla "mascolinità fisica delle donne, il che le rende in grado di competere con gli uomini in quanto a resistenza e capacità di sopravvivenza alle privazioni", mentre Alfred Ellis aggiunse che le donne soldato "sono resistenti nel corpo e sono in grado di svolgere tutti i lavori pesanti."
Le donne che avevano accesso a questo corpo, accuratamente selezionate, di fatto venivano considerate (almeno socialmente) equiparate agli uomini. Ad una parata militare tenutasi nel 1850 presero parte oltre 2000 donne soldato e, quando una di queste prese la parola, disse: "Come il fabbro prende la barra di ferro e col fuoco ne cambia forma, così noi abbiamo mutato la nostra natura. Non siamo più donne, siamo uomini." Circa due terzi delle soldatesse non era sposata, e Burton notò che esisteva un "...corpo di prostituti all'uso delle soldatesse amazzoni."
All'interno dell'esercito come della corte erano presenti anche dei castrati, che erano indicati col nome di lagredis e che venivano prescelti tra le famiglie d'alto lignaggio. Richard Burton dice di loro che erano "schiavi speciali del re, [il quale] li onorava del titolo di mogli reali." Questi lagredis erano completamente dipendenti dal re, come del resto le altre mogli, ma avevano maggiore libertà di movimento. Due di loro accompagnavano ogni emissario per essere "occhi e orecchie del re".

## Nella cultura popolare
Il regno di Dahomey è stato protagonista di varie opere letterarie, teatrali e cinematografiche. Nel romanzo Robur il conquistatore di Jules Verne (1886), l'equipaggio e i passeggeri dell'Albatross viaggiano a Dahomey, dove interrompono un sacrificio umano.
Tra gli esempi del grande schermo troviamo invece Cobra Verde, film del 1987 di Werner Herzog ispirato al romanzo Il viceré di Ouidah di Bruce Chatwin del 1980, e dove il protagonista, fittizio, è ispirato al mercante di schiavi brasiliano Francisco Félix de Souza, che fu influente nella politica e nell'economia di Dahomey durante i regni di Adandozan e di Ghezo; nel 2022, troviamo anche The Woman King, diretto da Gina Prince-Bythewood. In Conforto e gioia, nono episodio della seconda stagione della serie TV Victoria, viene ritratta la vera storia di Sara Bonetta Forbes, che venne liberata dalla schiavitù a Dahomey.
Nel mondo videoludico, le amazzoni Dahomey appaiono in Empire: Total War, videogioco della Creative Assembly del 2009. Il regno di Dahomey appare anche come una delle tante nazioni giocabili in Europa Universalis IV (2013) e Victoria 3 (2022), entrambi sviluppati dalla Paradox Interactive.